# Soberano Principado dos Países Baixos Unidos
```
   |-
       |
Erro:
:  
valor não especificado para "
nome_comum
"

   |-
       | 
Erro:
:  
valor não especificado para "
continente
"
```

O Soberano Principado dos Países Baixos Unidos (holandês, grafia antiga: Souverein Vorstendom der Vereenigde Nederlanden) foi um principado soberano de curta duração e o precursor do Reino Unido dos Países Baixos, no qual foi reunido com os Países Baixos do Sul em 1815. O principado foi proclamado em 1813, quando os vencedores das Guerras Napoleônicas estabeleceram uma reorganização política da Europa, que viria a ser definida pelo Congresso de Viena.

## Proclamação

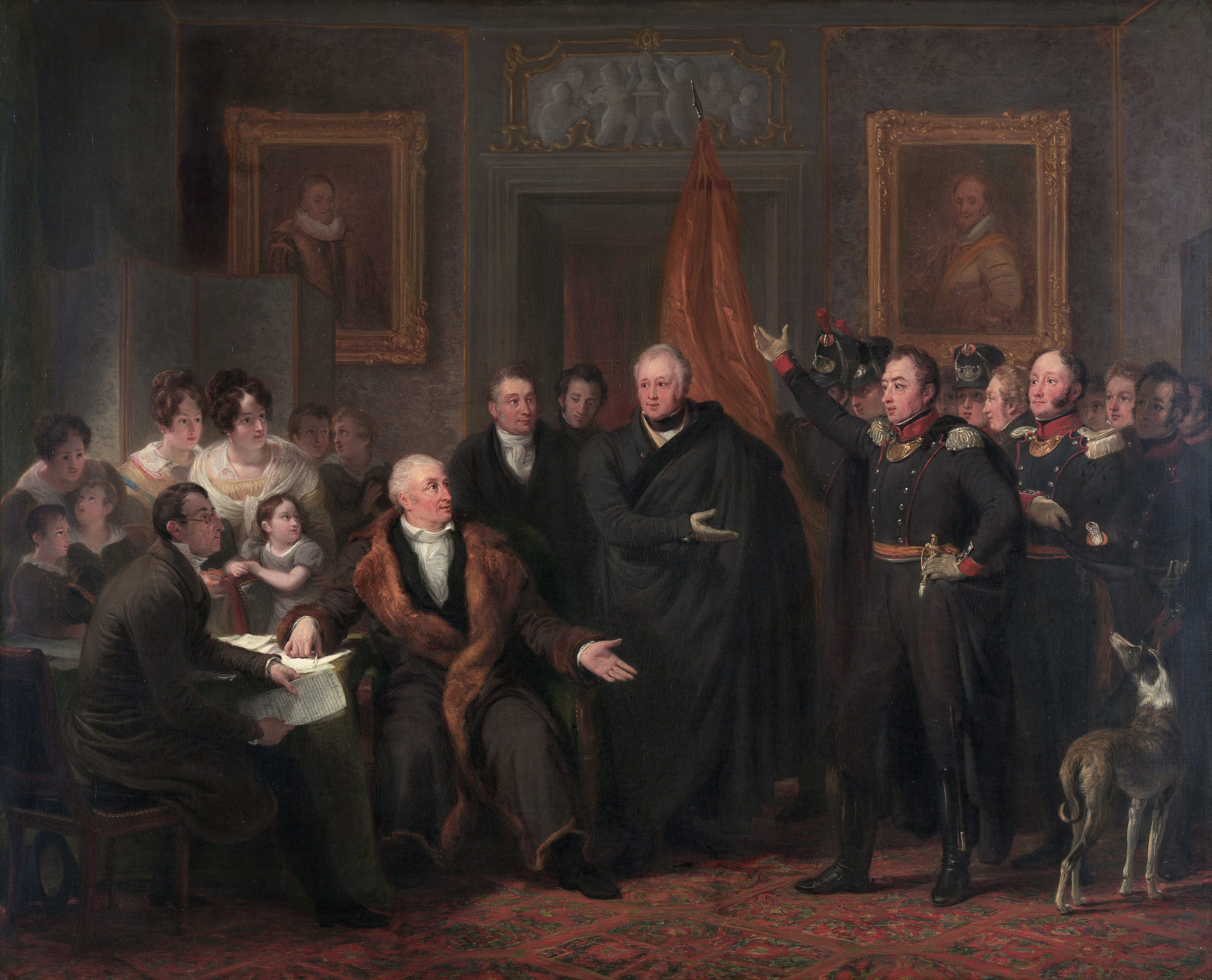
O triunvirato que assumiu o poder em 21 de novembro de 1813

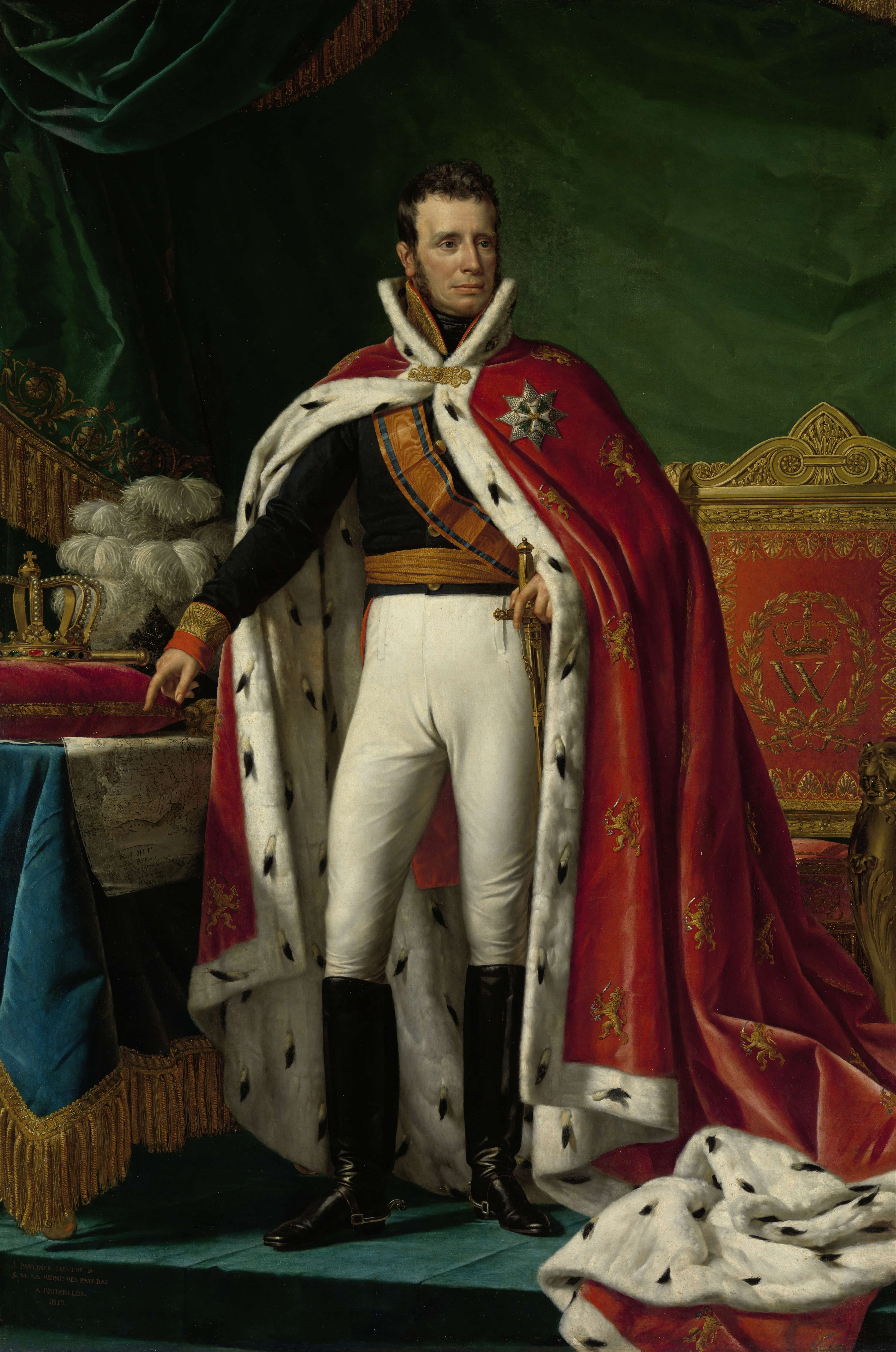
Guilherme Federico, Príncipe Soberano dos Países Baixos

Após a libertação dos Países Baixos da França pelas tropas da Prússia e da Rússia em 1813, um governo provisório composto por um triunvirato (em holandês: Driemanschap) de três nobres holandeses, Frans Adam van der Duyn van Maasdam, Leopold de Limburg Stirum e Gijsbert Karel van Hogendorp (Driemanschap) assumiram formalmente o controle do país libertado em 20 de novembro e declararam o Principado dos Países Baixos Unidos um dia depois.
Foi dado como certo que qualquer novo regime teria que estar com Guilherme Frederico como chefe de Estado, filho do último stadhouder das Províncias Unidas dos Países Baixos, Guilherme V. Embora muitos membros do Governo Provisório tenham ajudado a expulsar este último dezoito anos antes, a maioria dos membros seniores concordou que seria melhor para os holandeses convidar Guilherme Frederico para tê-lo imposto pelos Aliados. Depois de receber um convite do Driemanschap, Guilherme Frederico retornou de seu exílio na Inglaterra. Desembarcando do HMS Warrior na praia de Scheveningen em 30 de novembro de 1813, Guilherme Frederico aceitou a soberania sobre o principado em 2 de dezembro, proclamando-se o "Príncipe Soberano" dos Países Baixos Unidos.

## Constituição
Mais tarde naquele ano, uma comissão liderada por Gijsbert Karel van Hogendorp foi criada e designada para criar uma constituição. Em 29 de março de 1814, a chamada "Assembleia dos Notáveis" reuniu-se em Amsterdã para votar qual seria o projeto final. 474 dos 600 membros desta assembleia votaram e apenas 26, a maioria católicos, votaram contra, resultando na aceitação do projeto por ampla maioria.6 A Constituição, que estaria ativa há mais de um ano, introduziu uma monarquia centralizada na qual o príncipe possuía muito poder, embora contivesse alguns elementos democráticos. Um parlamento com uma única câmara conhecida como Estados Gerais com 55 membros eleitos provincialmente pelos Estados Provinciais. Esses estados, por sua vez, foram elegidos pelas cidades, camponeses e pela nobreza. Os Estados Gerais tinham o direito de iniciativa e poderiam aprovar ou suspender toda a legislação proposta. No entanto, o príncipe poderia instituir muitos assuntos por decreto, limitando em grande parte o poder dos Estados Gerais. O poder das províncias e cidades foi considerado limitado em comparação com o período das Províncias Unidas. Vários direitos fundamentais foram adotados a partir do período francês. A constituição incluía liberdade religiosa e continha disposições de direito e processo penal. Guilherme Frederico foi formalmente  instalado como príncipe soberano pela na Nieuwe Kerk em Amsterdã em 30 de março.

## Reunificação
Nos antigos Países Baixos Austríacos, conquistados pela França em 1794 e anexados em 1795, os Aliados também fizeram um processo rápido. Isso apresentou o problema do que fazer com este país. As trinta famílias mais proeminentes de Bruxelas expressaram o desejo de reintegrar o antigo governo-geral dos austríacos e isso foi provisoriamente instituído pelos Aliados em fevereiro de 1814 como um governo militar. Ainda assim, a Áustria manifestou pouco interesse em retomar seu governo. Portanto, os Aliados provisoriamente adicionaram o país ao novo Estado holandês nas anexações secretas no Tratado de Chaumont. Isto foi amplamente formalizado no Tratado de Paris de 30 de maio de 1814, no qual a Bélgica à margem esquerda rio Mosa foi estabelecida para os (futuros) Países Baixos, enquanto o destino da área à direita foi deixado para ser determinado mais tarde.
Como isso deveria ser estruturado ainda não tinha sido decidido, enquanto algumas expectativas surgiram entre os representantes do povo belga em Chaumont em fevereiro, eles também deveriam ser homenageados de alguma forma. Essas questões pendentes foram resolvidas no protocolo conhecido como "Oito Artigos de Londres". Sob este tratado assinado em 21 de junho de 1814, foi concedido a Guilherme Frederico os antigos Países Baixos Austríacos. Tornou-se governador-geral da Bélgica em 1 de agosto, liderando uma união pessoal entre o Norte e o Sul dos Países Baixos. Depois de todas as tentativas e propostas, Guilherme Frederico completou a missão de três séculos da Casa de Orange para unificar os Países Baixos sob uma bandeira.
Guilherme Frederico posteriormente tentou obter a aprovação dos (cuidadosamente selecionados) representantes do povo belga para a constituição holandesa, mas encontrou-se oposição daqueles que suspeitavam que ele estava tentando minar o poder da Igreja Católica nessas províncias. Mesmo assim, a reunificação concluiu em 16 de março de 1815, quando Guilherme Frederico foi coroado rei Guilherme I do Reino Unido dos Países Baixos em Bruxelas.